# Пресса в Молдове
Пресса в Молдавии

## Бессарабская губерния
Присоединение Бессарабии к России в 1812 способствовало культурному развитию края. Во времена Бессарабской губернии пресса выходила в основном на русском языке. Это были главным образом официальные газеты. Периодически возникали газеты и на румынском языке («Basarabia» (Бессарабия), 1906-07; «Молдованул» (молдаванин), 1907-08, «Гласул Басарабией» (Голос Бессарабии), 1913-14; «Кувынт молдовенеск» (Молдавское слово), 1913-18; и др.).

### Русскоязычная пресса
- «Бессарабские губернские ведомости» — газета, издававшаяся с 17 июля 1854 по 1917. До обращения Бессарабской области в губернию в 1873 году носила название «Бессарабских областных ведомостей» («Бессарабскіе областныя вѣдомости»). Формат — одна восьмая листа, на четырех полосах. С 1869 г. — газета выходит два раза в неделю, с 1884 — три раза в неделю. Редакторами были: Зайчик, К. Ханацкий, Михалевич, И. Селаври, Ф. Грузинцев, И. Варзар, В. Мищенко и другие[1]. В 1890-е годы начинают публиковаться материалы писателей из Петербурга, Москвы, Одессы. Это говорит об уровне газеты. Также печатали стихи, басни, фельетоны.
- «Бессарабец» («Бессарабецъ») — ежедневная газета, издававшаяся в Кишинёве с 1897 по 1901 год. Издатель — П. А. Крушеван, редактор — Д. В. Мальский. Газета первоначально издавалась в умеренно-прогрессивном направлении, но вскоре превратилась в орган фанатического антисемитизма[2]. Редакция поддерживала монархический строй. Участвовала в кампании по сбору денег для строительства постоянного театра. Делали обзоры русских издателей и писателей, печатали западноевропейских писателей (Золя, Мопассан, Уайльд, Сенкевич).
- «Бессарабский вестник» — первое частное периодическое издание в Бессарабии. Выходила с 1889 по 1898 год. Редактором-издателем была Елизавета Сергеевна Соколова, затем с 1891 г. — И.Чекан и с 1896 г. — Ф. П. Кашевский[3][4]. В газете публиковались в большом количестве официальные сообщения, хроника местной бессарабской жизни, фельетоны и очерки, коммерческие объявления[5][6]. В газете печатались сообщения российского Северного телеграфного агентства, судебная хроника, статьи и очерки по местным вопросам. Редакция пыталась привлечь к изданию лучших журналистов. После назначения редактором Чекана идет стремительная коммерциализация газеты.
- «Друг» («Другъ»). Издатель — П. А. Крушеван.
- «Бессарабская жизнь» — ежедневная газета большого формата. Выходила с 1904 по 1916 гг. Издателем вначале были Ф. Е. Захаров, редактором, А. Л. Балинский, затем с 1906 г. до января 1911 г. издателем-редактором стал только Ф. Е. Захаров, а после февраля 1911 г. эту должность занимали различные лица. В 1916 г. редактором был Исай Г. Карниц.[7] Редакция поддерживала российскую партию кадетов, вела полемику с газетой «Бессарабец». Во время приостановок цензурой издатели газеты вынуждены были выпускать её под другими названиями: «Бессарабия» (1911—1913 гг.), «Бессарабский край» (1911 г.), «Бессарабский вестник» (1911—1912 гг.), «Сегодняшняя бессарабская жизнь» (1912—1916 гг.)[8][9].
- «Искра» — подпольно издавалась в Кишинёве в апреле 1901 — марте 1902.
- «Кишинёвские Епархиальные Ведомости» — первый журнал в Бессарабии. Начал выходить с 1 июля 1867 г. Под этим заглавием журнал выходил до июля 1917 г., а с июля 1917 г. он получил название «Голос православной Бессарабской церкви». До 1871 г. журнал печатал материалы на двух языках: на русском, на левой половине столбца, листа и тот же материал на румынском, на правой. В 1867—1904 гг. журнал выходил два раза в месяц (1 и 15 числа), а в I905-I9I6 гг. — еженедельно. Всего за 50 лет вышло около 1500 номеров. «Кишинёвские епархиальные ведомости» состояли из двух отделов: официального и неофициального. В официальном отделе журнала — церковные документы. В неофициальном — материалы по вопросам истории, археологии, этнографии, молдавскому фольклору. Большое внимание уделялось просветительской деятельности. Редакторами журнала были М.Скворцов (1867—1873 гг.), П.Паховский, М.Ганицкий (1873—1874 гг.), Х.Бочковский, М.Ганицкий (1875—1867 гг.), А.Стадницкий (1888—1896 гг.), А.Яновский (1897—1905 гг.), И.Пархомович (1905 г. по 1.908 г. до № 5) и В.Курдиновский (с 1908 г., с № 6 до 1916 г.)[10].
- «Кишинёвский Листок Справок и Объявлений» — справочная газета, выходила в Кишинёве в 1880 году по три раза в неделю. Издатель-редактор — А. Мищенко.

### Румыноязычная пресса
- «Basarabia» (Басарабія) — первая газета на румынском (молдавском) языке. Издавалась с 26 мая 1906 по 11 марта 1907 г. Всего вышло 79 номеров. Газету отличал радикализм аграрном и национальном вопросах, что и послужило причиной её закрытия властями. Вокруг «Басарабии» группировались молодые бессарабские интеллектуалы, такие как Пан Халиппа, Михай Вынтул, Алексей Матеевич и др. Редактором газеты был адвокат Эмануил Гаврилицэ[11].
- «Молдованул» (Молдаванин) — газета на молдавском языке, финансировавшаяся губернскими властями. Выходила с 14 января 1907 г. по 15 октября 1908 г. Редактор-издатель — Г. В. Мадан. Первоначальной целью издания была борьба с революционными и сепаратистскими идеями, которые пропагандировала «Basarabia»[12]. Однако, после закрытия последней, вокруг «Молдованул» стали группироваться умеренные националисты из «Молдавского общества» П. Дическу.
- «Viața Basarabiei» (Бессарабская жизнь) — газета на румынском языке, издававшаяся с апреля по май 1907 г. Алексисом Ноуром. Газета выходила в двух вариантах: на кириллице, написанная простым языком «для тех, кто читает по-русски» и на латинице «для широкой интеллигентной публики в Бессарабии и всех странах, населенных румынами»[13].
- «Луминэторул» (Просветитель) — журнал молдавского духовенства. Выходил с 15 января 1908 г.
- «Гласул Басарабией» (Голос Бессарабии) — газета, выходившая в 1913—1914 гг. Издатель-редактор — учитель молдавского языка в Женском епархиальном училище, румынскоподданный, Григоре Константинеску.
- «Кувынт молдовенеск» (Молдавское слово) — еженедельная газета, выходившая с 5 июня 1914 г. по 7 января 1919 г. После февральской революции была преобразована в официоз под названием «Сфатул цэрий». Первым редактором был Н.Н Александри, затем его сменил Пантелеймон Халиппа. Помимо газеты под таким же названием выходил ежемесячный журнал.

## Молдавская АССР
1 мая 1924 начинает выходить первая советская газета на молдавском языке — «Плугарул рошу» («Красный пахарь»). В ней сотрудничали М. В. Фрунзе, Г. И. Петровский, Г. И. Котовский и др. В сентябре 1925 начинает выходить украинский вариант газеты под названием «Червоный орач» («Красный пахарь»). В 1930 «Плугарул рошу» переименовывается в «Молдова сочиалистэ» («Социалистическая Молдавия»), а «Червоный орач» — в «Социалістична Молдавія».

## Бессарабия в составе Румынии
В Бессарабии, входившей в состав Румынии, печатались периодические издания на румынском, немецком, болгарском языках и на идише. Печать насчитывала 22 газеты и журнала.
«Наше время» — ежедневная газета на идише, печатавшаяся в 1922—1938 гг. Её подписчиками были 27 % жителей Бессарабии. Главным редактором был Залман Розенталь.
Нелегально печатались газеты Бессарабского областного комитета партии: «Бессарабский коммунист» (1920—1921), «Болшевикул басарабян» («Бессарабский большевик», 1921—1922, на румынском и русском языке), «Красное знамя» (1927—1936); газеты Бессарабского обкома комсомола «Юный коммунар» и «Молодой большевик» и газета Кишинёвского горкома партии «Пролетарская правда».

## Молдавская ССР
После присоединения Бессарабии к СССР «Соціалістична Молдавія», переименованная 27 сентября 1940 года в «Советскую Молдавию», и «Молдова сочиалистэ» становятся органами ЦК КП(б)М и издаются как 2 самостоятельные газеты.
Во время Великой Отечественной войны газеты и журналы не выходили, за исключением газеты «Молдова сочиалистэ», которая издавалась при Политуправлении Южного фронта, а с декабря 1942 в Москве, откуда доставлялась на фронт, в партизанские соединения и в восточные районы Советского Союза, где находились эвакуированные жители Молдавии.
В 1944 году после освобождения Молдавии была восстановлена полностью уничтоженная оккупантами полиграфическая база республики. Возобновился выпуск республиканских газет и журналов.
В 1972 вышли в свет 77 журналов (годовой тираж 35 597,7 тыс. экземпляров), в том числе 19 изданий на молдавском языке (годовой тираж 17 539 тыс. экземпляров); издавалось 120 газет разовым тиражом 1681 тыс. экземпляров (годовой тираж 309 021,9 тыс. экземпляров), в том числе 54 газеты на молдавском языке разовым тиражом 855,9 тыс. экземпляров (годовой тираж 166 195,6 тыс. экземпляров).
В период советской власти издавались республиканские газеты:
- на молдавском языке
  - «Молдова сочиалистэ» («Социалистическая Молдавия», с 1924). Выходила в Кишинёве 6 раз в неделю. Тираж в 1975 году составил 164 тыс. экземпляров. В 1966 году газета была награждена орденом Трудового Красного Знамени.
  - «Вяца сатулуй» («Сельская жизнь», с 1945)
  - «Тинеримя Молдовей» («Молодёжь Молдавии», с 1928)
  - «Тынэрул ленинист» («Юный ленинец», с 1941)
  - еженедельник «Култура» («Культура», с 1954)
- на русском языке — «Советская Молдавия» (с 1925), «Молодёжь Молдавии» (с 1940), «Юный ленинец» (с 1941) и др.

Издавались общественно-политические, литературные, научные, технические, молодёжные, женские, сатирические и другие журналы:
- на молдавском языке
  - «Комунистул Молдовей» («Коммунист Молдавии», дублируется на русском языке)
  - «Лимба ши литература молдовеняскэ» («Молдавский язык и литература»)
  - «Нистру» («Днестр»)
  - «Кипэруш» («Перчик»)
  - «Скынтея ленинистэ» («Ленинская искра»)
  - «Трибуна» (дублируется на русском языке)
  - «Ынвэцэторул советик» («Советский учитель»)
  - «Горизонт» (дублируется на русском языке)
  - «Фемея Молдовей» («Женщина Молдавии») и др.
- на русском языке — «Кодры» и др.

## Современная пресса
- на русском языке
  - «IT-Moldova» — Журнал информационных технологий на русском и румынском языках
  - «Аргументы и факты Молдова»
  - «Газета MD Архивная копия от 27 ноября 2009 на Wayback Machine»
  - «Искра»
  - «Кишинёвские новости» Архивная копия от 6 апреля 2022 на Wayback Machine
  - «Кишинёвский обозреватель»
  - «Коммерсант Plus»
  - «Коммунист Архивная копия от 26 ноября 2020 на Wayback Machine»
  - «Комсомольская правда в Молдове»
  - «Маклер»
  - «Молдавские ведомости» Архивная копия от 12 апреля 2022 на Wayback Machine
  - «Московский комсомолец в Молдове»
  - «Независимая Молдова»
  - «Панорама»
  - «Экономическое обозрение» Архивная копия от 30 июня 2011 на Wayback Machine
  - «Наш дом — Кишинёв»
  - «Пульс»
  - «СП» Архивная копия от 26 апреля 2011 на Wayback Machine, независимый региональный еженедельник
  - «Час пик»
  - «Экстракласс»
  - «Электронный офис» — специализированный компьютерный журнал
  - «Труд7 в Молдове» Архивная копия от 11 апреля 2022 на Wayback Machine
  - «Отдыхай с Футболом» - еженедельная газета о футболе
- на румынском языке
  - «IT-Moldova» — Журнал информационных технологий на русском и румынском языках
  - «Журнал де Кишинэу», рум. Jurnal de Chişinău
  - «Сэптэмына», рум. Săptămîna
  - «Тимпул», рум. Timpul, «Время»
  - «Флукс», рум. Flux
  - «Literatura şi Arta»
  - «Moldova Suverană»
  - «Observatorul de Nord», независимый районный еженедельник
- электронная пресса
  - «Actualități.md» Архивная копия от 18 октября 2013 на Wayback Machine Новостной портал
  - РИА «Днестр» Информационное агентство  Архивная копия от 18 августа 2013 на Wayback Machine
  - MOLDNEWS
  - «Журнал дня»
  - ГагаузИнфо
  - Vesti.md
  - Gagauzlar
  - RISE Moldova — независимый центр журналистских расследований
  - Дырочная физика, телепортация и левитация — журнал по физике, основан в 2001, зарегистрирован в Министерстве Юстиции Молдавии под номером 93. Издатель-редактор — К. Лешан.

Независимый центр журналистики поддерживает достаточно регулярно обновляющийся список интернет-представительств большинства молдавских СМИ.

### Приднестровская пресса
- «Добрый день» с приложением «Добрый вечер» — независимые еженедельники
- «Новая Газета»
- «Новый Днестровский курьер»
- «Человек и его права»
- «Русский Прорыв»